# Stazione meteorologica di Stazzema Palagnana
La stazione meteorologica di Stazzema Palagnana è la stazione meteorologica di riferimento relativa all'omonima località del comune di Stazzema.

## Caratteristiche
La stazione meteorologica, di tipo meccanico, è stata gestita fino al 1998 dal Compartimento di Pisa del Servizio Idrografico e Mareografico Nazionale, si trova nell'Italia Centrale, in Toscana, in provincia di Lucca, nel comune di Stazzema, in località Palagnana, a 710 metri s.l.m. e alle coordinate geografiche 43°59′N 10°21′E. I dati rilevati erano trasmessi anche all'UCEA e all'Autorità di Bacino Nazionale del fiume Serchio. Dopo il passaggio delle competenze alle regioni è stata installata una nuova stazione automatica, dotata del solo pluviometro e posta a una quota superiore rispetto alla vecchia stazione meccanica (880 metri s.l.m.), gestita dall'Autorità di Bacino del Fiume Serchio la quale fornisce i dati anche al Servizio Idrologico Regionale della Toscana.

## Storia
La stazione termo pluviometrica di Palagnana è la più antica del territorio montano delle Alpi Apuane. La stazione fu infatti aperta nel 1880 per iniziativa del Club Alpino Italiano e più precisamente grazie alla Stazione Alpina di Lucca; il pluviometro fu installato nell'autunno di quell'anno ed iniziò a funzionare dal gennaio del 1881. Sempre nel 1881 furono posti in loco i termografi. Il primo rilevatore fu Vincenzo Barsi di Palagnana. La Stazione aveva sede presso la ferriera Barsi, località dalla quale è stata rimossa al principio del presente secolo. Oggi la Stazione si trova nella parte alta del territorio di Palagnana a circa un Km di distanza dal vecchio sito.

## Dati climatologici
In base alla media trentennale di riferimento (1961-1990), la temperatura media del mese più freddo, gennaio, è di +1,6 °C; quella del mese più caldo, luglio, si attesta +18,0 °C.
Le precipitazioni medie annue, prossime ai 2.200 mm e distribuite mediamente in 102 giorni di pioggia, sono abbondanti durante tutto l'anno, tranne un minimo relativo in estate .
| Stazzema Palagnana (1961-1990) | Mesi | Mesi | Mesi | Mesi | Mesi | Mesi | Mesi | Mesi | Mesi | Mesi | Mesi | Mesi | Stagioni | Stagioni | Stagioni | Stagioni | Anno  |
| Stazzema Palagnana (1961-1990) | Gen  | Feb  | Mar  | Apr  | Mag  | Giu  | Lug  | Ago  | Set  | Ott  | Nov  | Dic  | Inv      | Pri      | Est      | Aut      | Anno  |
| ------------------------------ | ---- | ---- | ---- | ---- | ---- | ---- | ---- | ---- | ---- | ---- | ---- | ---- | -------- | -------- | -------- | -------- | ----- |
| T. max. media (°C)             | 5,3  | 7,3  | 9,9  | 12,8 | 17,5 | 21,0 | 25,0 | 24,6 | 20,6 | 15,3 | 9,8  | 6,7  | 6,4      | 13,4     | 23,5     | 15,2     | 14,7  |
| T. min. media (°C)             | −2,0 | −1,1 | 0,3  | 2,8  | 6,3  | 9,3  | 11,1 | 10,7 | 8,4  | 5,4  | 1,9  | −1,2 | −1,4     | 3,1      | 10,4     | 5,2      | 4,3   |
| Precipitazioni (mm)            | 293  | 238  | 196  | 159  | 147  | 108  | 61   | 120  | 159  | 216  | 273  | 225  | 756      | 502      | 289      | 648      | 2 195 |
| Giorni di pioggia              | 9    | 9    | 10   | 9    | 9    | 7    | 5    | 7    | 8    | 9    | 11   | 9    | 27       | 28       | 19       | 28       | 102   |